# Ambassade du Brésil au Canada
L'Ambassade du Brésil au Canada est une mission diplomatique du Brésil au Canada.
L'ambassade du Brésil au Canada est située à Ottawa.

## Histoire
En 1866, le Canada et le Brésil débute leurs relations en ouvrant le consulat du Canada à Rio de Janeiro. Les relations diplomatiques entre les deux pays sont établies quand le Brésil a ouvert l'ambassade à Ottawa et que le Canada a fait de même en ouvrant une autre ambassade au Brésil.